# Иорданский динар
Иорда́нский дина́р (JOD, неофициально JD) — денежная единица Иордании. Один динар состоит из 100 пиастров (киршей).

## История
До 1950 года Иордания в качестве расчётной единицы использовала палестинский фунт, которую и заменил динар.

## Монеты
В обращении находятся монеты номиналом 1 кирш (пиастр), 5 и 10 пиастров, 1/4 и 1/2 динара с изображением правящего короля Абдаллы II. Более не чеканятся, но продолжают оставаться законным платёжным средством монеты номиналом 1/2 кирша (пиастра) и 2,5 пиастра с изображением предыдущего короля Хусейна I.
Формально кирш делится на 10 филсов, но филсы давно не находятся в обращении из-за инфляции. На монете в 1 филс 1950 г. номинал был ошибочно обозначен по-английски как «1 fil», поскольку название fils было ошибочно воспринято как форма множественного числа.
| Монеты в обращении | Монеты в обращении | Монеты в обращении | Монеты в обращении | Монеты в обращении                 | Монеты в обращении            |
| Изображение        | Номинал            | Диаметр (мм)       | Масса (г)          | Материал                           | Годы выпуска                  |
| ------------------ | ------------------ | ------------------ | ------------------ | ---------------------------------- | ----------------------------- |
|                    | 1/2 кирша          | 21,00              | 4,01               | сталь, плак. медью                 | 1996                          |
|                    | 1 кирш             | 25,00              | 5,47               | сталь, плак. медью                 | 2000 2009 2011 2013           |
|                    | 2,5 пиастра        | 22,00              | 3,00               | сталь                              | 1992 1996                     |
|                    | 5 пиастров         | 25,80              | 5,00               | сталь, плак. никелем               | 2000 2006 2008 2009 2012 2015 |
|                    | 10 пиастров        | 28,00              | 8,00               | сталь, плак. никелем               | 2000 2004 2006 2008 2009 2012 |
|                    | 1/4 динара         | 26,50              | 7,40               | сталь, плак. никелем               | 2004 2006 2008 2009 2012      |
|                    | 1/2 динара         | 29,00              | 9,67               | кольцо: бронза, центр: медь+никель | 2000 2006 2008 2009 2012      |
|                    | 1 динар            | 32,00              | 10,00              | Латунь                             | 1996 1998                     |

## Банкноты

### Банкноты образца 1992—1999 годов
Из банкнот серии 1992—1999 годов номиналом 1/2, 1, 5, 10, 20 и 50 динаров, на 2016 год в обращении продолжает оставаться банкнота номиналом 50 динаров с изображением правящего короля Абдаллы II. Банкноты остальных номиналов могут быть обменены в отделениях ЦБИ на банкноты современного образца.
| Серия 1992—1999 года | Серия 1992—1999 года | Серия 1992—1999 года | Серия 1992—1999 года | Серия 1992—1999 года      | Серия 1992—1999 года                 | Серия 1992—1999 года          | Серия 1992—1999 года |
| Изображение          | Номинал (динаров)    | Размеры (мм)         | Основные цвета       | Описание                  | Описание                             | Годы печати                   |                      |
| Изображение          | Номинал (динаров)    | Размеры (мм)         | Основные цвета       | Лицевая сторона           | Оборотная сторона                    | Годы печати                   |                      |
| -------------------- | -------------------- | -------------------- | -------------------- | ------------------------- | ------------------------------------ | ----------------------------- | -------------------- |
|                      | 1/2                  | 131×57               | коричневый розовый   | портрет короля Хусейна I  | развалины крепости Кусайр-Амра       | 1992 1993 1995 1997           |                      |
|                      | 1                    | 137×66               | зелёный оранжевый    | портрет короля Хусейна I  | античные колонны в Джараше           | 1992 1993 1995 1996 2001 2002 |                      |
|                      | 5                    | 144×70               | красный розовый      | портрет короля Хусейна I  | мавзолей Эль-Хазне в Петре           | 1992 1993 1995 1997           |                      |
|                      | 10                   | 150×74               | синий зелёный        | портрет короля Хусейна I  | крепость Аджлун                      | 1992 1996 2001                |                      |
|                      | 20                   | 155×78               | зелёный коричневый   | портрет короля Хусейна I  | Купол скалы в Иерусалиме             | 1992 1995 2001                |                      |
|                      | 50                   | 144×74               | синий коричневый     | портрет короля Абдаллы II | дворец Рагадан, государственный герб | 1999                          |                      |

### Серия 2002 года
В обороте находятся банкноты номиналом 1, 5, 10, 20 и 50 динаров образца 2002 года и банкнота в 50 динаров выпуска 1999 года.
| Изображение     | Изображение       | Номинал (динаров) | Размеры (мм) | Основные цвета    | Описание                               | Описание                                              | Годы печати                                       |
| Лицевая сторона | Оборотная сторона | Номинал (динаров) | Размеры (мм) | Основные цвета    | Лицевая сторона                        | Оборотная сторона                                     | Годы печати                                       |
| --------------- | ----------------- | ----------------- | ------------ | ----------------- | -------------------------------------- | ----------------------------------------------------- | ------------------------------------------------- |
|                 |                   | 1                 | 133×74       | зелёный жёлтый    | портрет короля Хиджаза Хусейна ибн Али | орден Возрождения и флаг великого арабского восстания | 2002 2005 2006 2008 2009 2011 2013 2016 2020 2021 |
|                 |                   | 5                 | 137×74       | жёлтый оранжевый  | портрет короля Абдаллы I               | дворец в г. Маане                                     | 2002 2006 2008 2010 2012 2014 2018 2019 2020 2021 |
|                 |                   | 10                | 141×74       | синий голубой     | портрет короля Талала                  | здание первого парламента страны                      | 2002 2004 2007 2012 2013 2018 2019 2020 2021      |
|                 |                   | 20                | 145×74       | синий зелёный     | портрет короля Хусейна I               | Купол скалы                                           | 2002 2006 2009 2013 2014 2019 2020 2021           |
|                 |                   | 50                | 149×74       | коричневый жёлтый | портрет короля Абдаллы II              | дворец Рагадан                                        | 2002 2004 2006 2007 2008 2009 2012 2014 2016 2021 |

### Серия 2022 года
| Изображение     | Изображение       | Номинал (динаров) | Размеры (мм) | Основные цвета        | Описание                                                | Описание                | Годы печати |
| Лицевая сторона | Оборотная сторона | Номинал (динаров) | Размеры (мм) | Основные цвета        | Лицевая сторона                                         | Оборотная сторона       | Годы печати |
| --------------- | ----------------- | ----------------- | ------------ | --------------------- | ------------------------------------------------------- | ----------------------- | ----------- |
|                 |                   | 1                 | 133×74       | зелёный лайм          | портрет короля Хиджаза Хусейна ибн Али, акант сирийский | Шиповник Петры и Рума   | 2022        |
|                 |                   | 5                 | 137×74       | кирпичный оранжевый   | портрет короля Абдаллы I, Петра                         | Казначейство, Петра     | 2022        |
|                 |                   | 10                | 141×74       | синий                 | портрет короля Талала, Кусайр-Амра                      | древнеримский амфитеатр | 2022        |
|                 |                   | 20                | 145×74       | оливковый зелёный     | портрет короля Хусейна I, мечеть короля Хусейна         | Эль-Муджиб              | 2022        |
|                 |                   | 50                | 149×74       | коричневый фиолетовый | портрет короля Абдаллы II, мечеть Аль-Аксы              | Вади-Рам                | 2022        |

## Режим валютного курса
С 1995 г. курс иорданского динара привязан к SDR (специальным правам заимствования) — расчётной единице МВФ в соотношении 1 SDR = 0,96 динара, но фактически — к доллару США в соотношении 1 доллар = 0,709 динара.